# Eoherpeton
Eoherpeton es un género extinto, el único representante de la familia Eoherpetontidae perteneciente a su vez al suborden Embolomeri. La especie descrita Eoherpeton watsoni se describió a partir de un cráneo aplastado procedente del Carbonífero Inferior de Escocia. Fue asignado inicialmente, en 1929, a la especie Pholidogaster pisciformis. Sin embargo, al reexaminar el cráneo en 1975 se redescribió como un género nuevo, Eoherpeton. Este género era bastante grande (cráneo de 15 cm, longitud estimada de 1 m) comparado con los primeros tetrápodos de clasificación incierta.